# Đội bóng Vàng

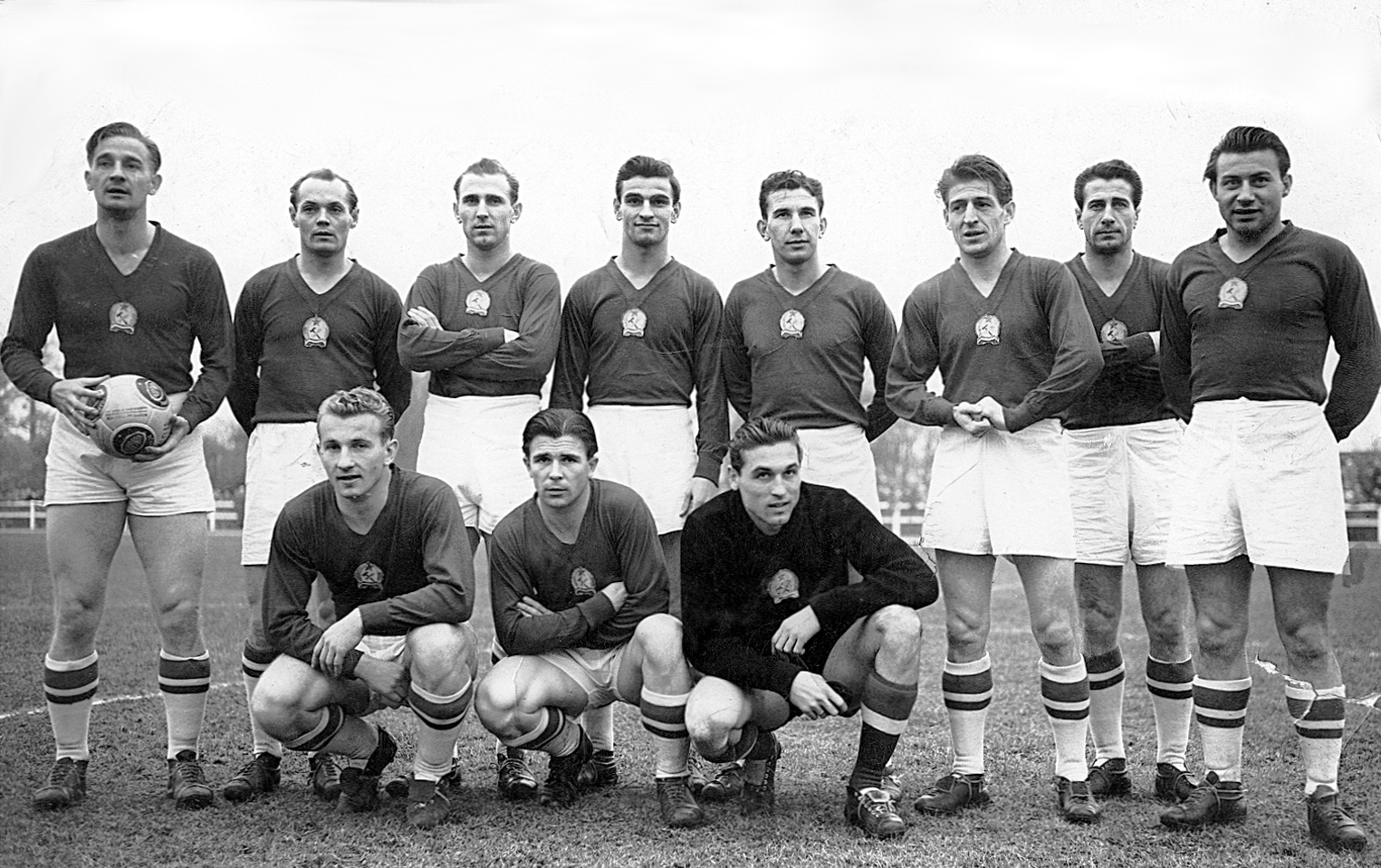
Đội bóng Vàng vào năm 1953
hàng trước: Mihály Lantos, Ferenc Puskás, Gyula Grosics
hàng sau: Gyula Lóránt, Jenő Buzánszky, Nándor Hidegkuti, Sándor Kocsis, József Zakariás, Zoltán Czibor, József Bozsik, László Budai

Đội bóng Vàng (tiếng Anh: Golden Team; tiếng Hungary: Aranycsapat; còn có các tên gọi là Mighty Magyars, Magical Magyars, Magnificent Magyars, Marvellous Magyars hay Light Calvary) là từ dùng để chỉ đội tuyển bóng đá quốc gia Hungary của thập niên 1950. Đội bóng này gắn liền với nhiều trận đấu tiêu biểu, gồm có trận "Trận đấu của Thế kỷ" gặp tuyển Anh vào năm 1953, và trận tứ kết ("Đại chiến Berne") gặp Brazil, trận tứ kết (đối đầu Uruguay) và trận chung kết giải vô địch bóng đá thế giới 1954 ("Điều kỳ diệu ở thành Bern"). Đội bóng đã giành chiến thắng trong các trận đấu đáng chú gặp những cường quốc của bóng đá thế giới lúc bấy giờ là tuyển Anh, Uruguay và Liên Xô, trước khi cuộc cách mạng Hungary 1956 làm cho đội bóng này bị giải thể.
Đây được xem là một trong những đội bóng vĩ đại nhất mọi thời đại. Từ năm 1950 đến 1956, đội bóng giành được 42 chiến thắng, 7 trận hòa và chỉ có một thất bại, cụ thể là ở trận chung kết giải vô địch thế giới 1954 gặp Tây Đức. Theo hệ số bóng đá Elo, họ đã giành được tỉ lệ cao nhất được ghi nhận bởi một đội tuyển quốc gia (2231 điểm, 30 tháng 6 năm 1954), xếp ngay trên vị trí thứ 2 của Đức (2223 điểm, 13 tháng 7 năm 2014). Năm 2016, BBC đã liệt tên đội hình Hungary khi ấy là đội bóng tuyển quốc gia vĩ đại nhất trong lịch sử bóng đá.
Đội bóng thường được ghi nhờ vì đã triển khai thành công hình thái đầu tiên của "Bóng đá Tổng lực" - hệ thống mà sau này tuyển Hà Lan áp dụng rất thành công ở thập niên 1970. Đội Hungary lúc ấy cũng được ghi nhận vì đã giới thiệu những phát kiến chiến thuật và huấn luyện khoa học mới, về sau được áp dụng trong suốt trận đấu. Đây cũng được xem là biểu tượng cho thành công của đất nước Hungary và là đề tài quan trọng nhất của niềm tự hào dân tộc trong thời kỳ thời kì tồi tệ nhất bị cộng sản áp bức ở Hungary sau khi bị Liên Xô chiếm đóng vào năm 1945. Trong thời kỳ này, bất kì biểu hiện thể hiện "chủ nghĩa dân tộc" hay thậm chí là yêu nước nào đều bị lên án mạnh mẽ, bởi những hành động như thế được xem là chống lại lý tưởng quốc tế của chính phủ cộng sản cũng như vị thế của Hungary là đất nước thất trận trong Thế chiến II. Trong thời buổi ấy, các sự kiện thể thao quốc tế là nơi duy nhất để thể hiện niềm tự hào dân tộc.

## Các kỷ lục và thống kê

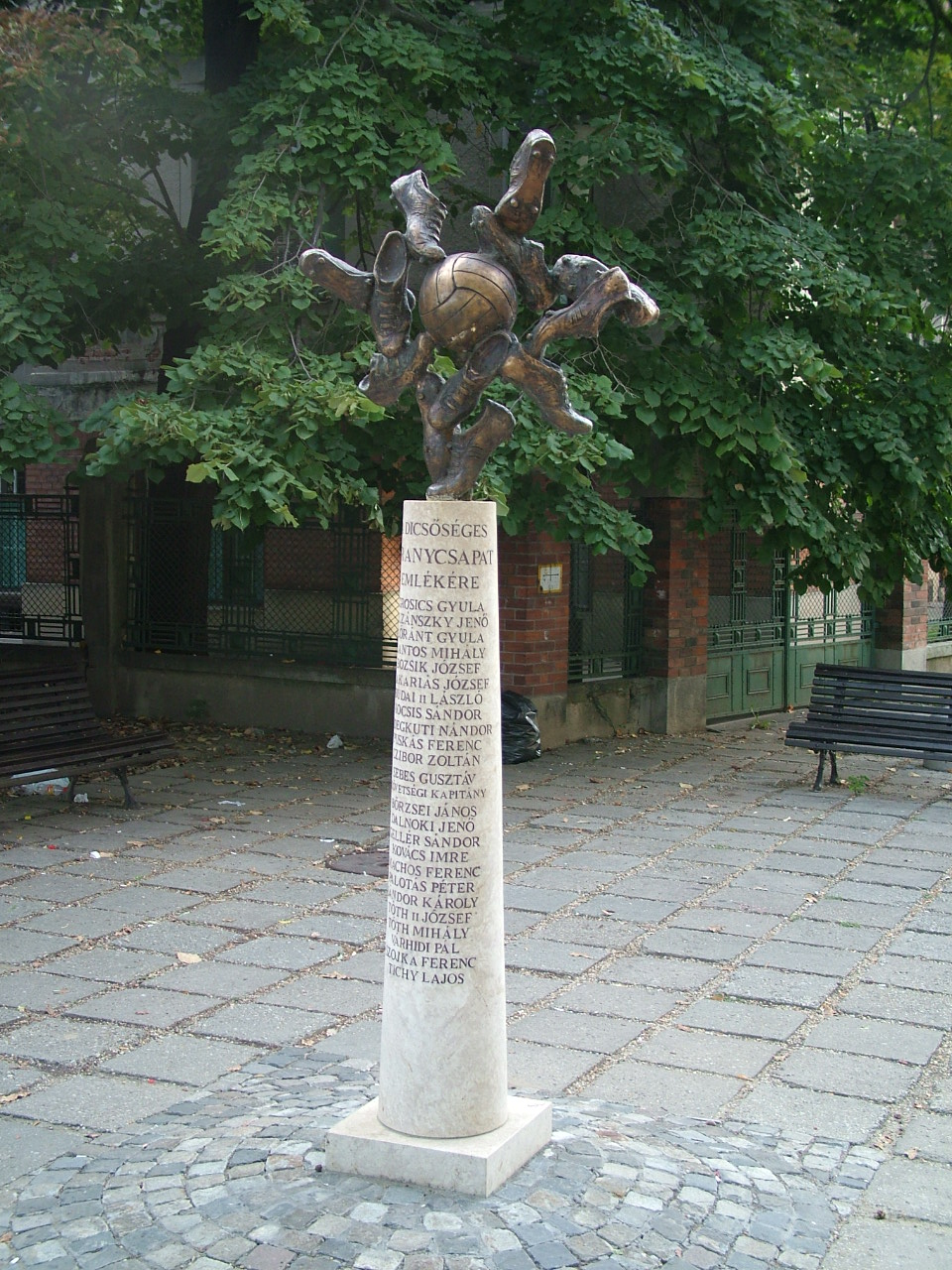
Đài tưởng niệm Aranycsapat tại Szeged, Hungary

- Kỷ lục thế giới: (4 tháng 6 năm 1950 đến 19 tháng 2 năm 1956) 42 chiến thắng, 7 trận hòa, 1 thất bại ("Miracle of Bern") – tỉ lệ chiến thắng đạt 91%.
  - Kỷ lục đội tuyển (4 tháng 6 năm 1950 đến 3 tháng 7 năm 1954) 31 trận bất bại.
- Kỷ lục thế giới: Nhiều trận liên tiếp nhất ghi tối thiểu một bàn: 73 trận (10 tháng 4 năm 1949 đến 16 tháng 7 năm 1957).
- Kỷ lục thế giới: thời gian bất bại dài nhất trong thế kỉ 20 và 21: 4 năm 1 tháng (4 tháng 6 năm 1950 đến 4 tháng 7 năm 1954).
- Kỷ lục thế giới: nhiều bàn thắng luân phiên nhất giữa hai cầu thủ đá chính (Ferenc Puskás & Sándor Kocsis) trong cùng màu áo tuyển (159 bàn).
- Kỷ lục thế giới: Tỉ lệ cao nhất ghi nhận được trong lịch sử thể thao khi sử dụng hệ số Elo cho tuyển quốc gia với 2230 điểm vào ngày 30 tháng 6 năm 1954.

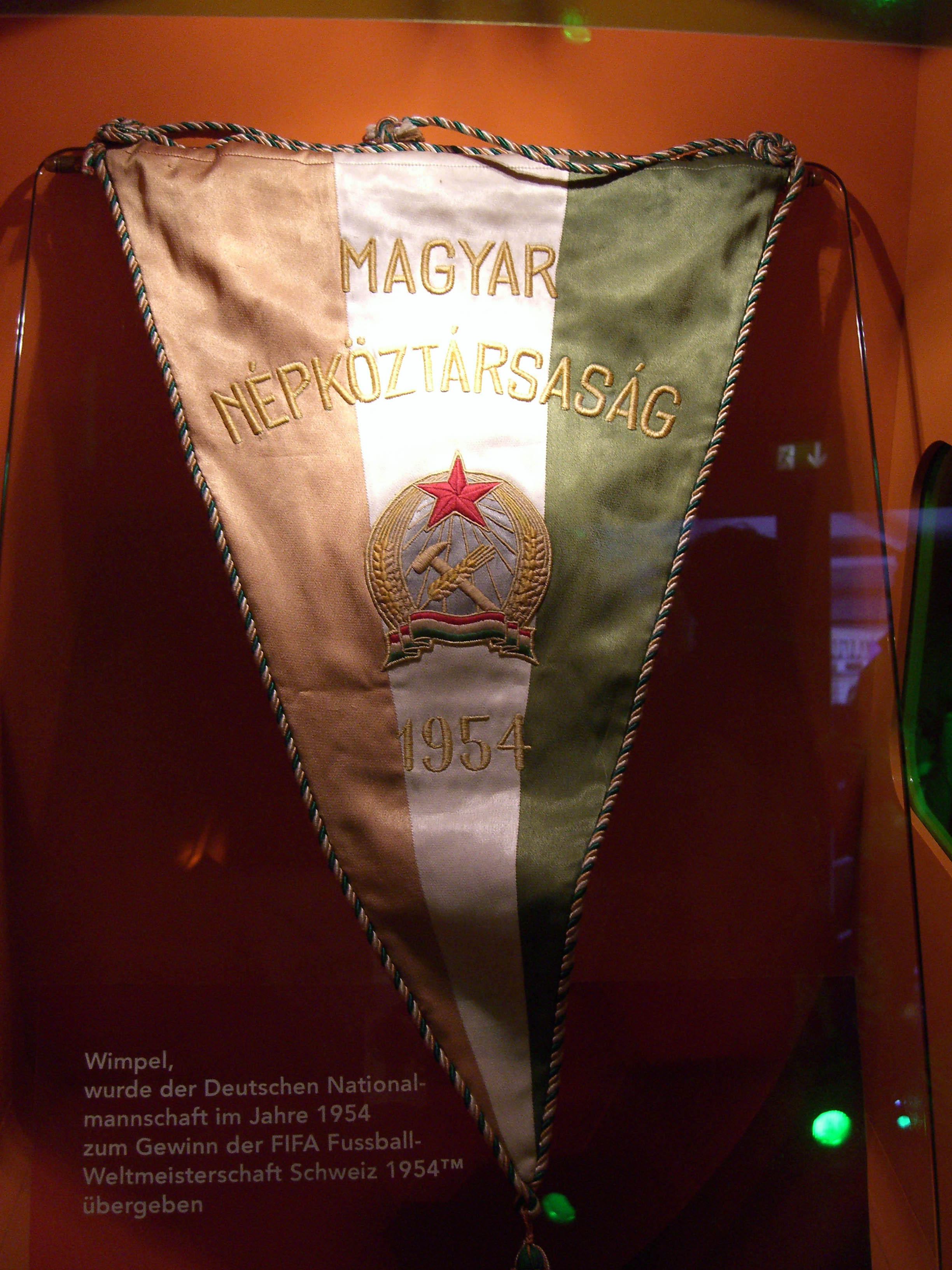
Cờ hiệu của Hungary tại giải vô địch thế giới 1954.

- Kỷ lục thế kỉ 20: Huấn luyện viên của Hungary là ông Gusztáv Sebes nắm giữ tỉ lệ chiến thắng mỗi trận cao nhất trong số 30 đã qua với 82,58% (49 thắng, 11 hòa, 6 thua). Huyền thoại người Brazil Vicente Feola (1955–1966) đứng thứ hai với tỉ lệ 81,25 (46 thắng, 12 hòa, 6 thua).
- Kỷ lục thế kỉ 20: Nhiều bàn thắng cho đội tuyển nhất: Ferenc Puskás (84 bàn).
- Kỷ lục giải vô địch thế giới: 27 bàn thắng ghi được ở một vòng chung kết giải vô địch thế giới.
- Kỷ lục giải vô địch thế giới: 5,4 bàn thắng mỗi trận ở một vòng chung kết giải vô địch thế giới.
- Kỷ lục giải vô địch thế giới: hiệu số bàn thắng bại +17 ở một vòng chung kết giải vô địch thế giới.
- Kỷ lục giải vô địch thế giới: tỉ lệ bàn thắng mỗi trận 2,2 đối với một cá nhân ghi bàn ở một vòng chung kết giải vô địch thế giới (Sándor Kocsis 11 bàn sau 5 trận).
- Kỷ lục giải vô địch thế giới: tỷ số chiến thắng cao nhất từng ghi nhận trong một trận đấu ở ở một vòng chung kết giải vô địch thế giới (Hungary 9, Hàn Quốc 0 – 17 tháng 7 năm 1954).
- Tiền lệ ở giải vô địch thế giới: đội tuyển quốc gia đầu tiên hai lần đánh bại nhà đương kim vô địch thế giới là Uruguay tại một vòng chung kết giải vô địch thế giới (Hungary 4, Uruguay 2, bán kết — 30 tháng 7 năm 1954).
- Tiền lệ ở giải vô địch thế giới: Sándor Kocsis, cầu thủ đầu tiên ghi 2 cú hat-trick ở một vòng chung kết giải vô địch thế giới (Hungary 8, Tây Đức 3 – 20 tháng 7 năm 1954 & Hungary 9, Hàn Quốc 0 – 17 tháng 7 năm 1954).
- Kỷ lục quốc gia: Tỷ lệ chiến thắng cao nhất ghi nhận bởi đội tuyển quốc gia Hungary (Hungary 12, Albania 0 – 23 tháng 9 năm 1950).
- Tiền lệ: đội tuyển quốc gia đầu tiên từ ngoài Quần đảo Anh đánh bại tuyển Anh trên sân nhà kể từ luật bóng đá ra đời vào năm 1863, kéo dài suốt 90 năm (Hungary 6, Anh 3, xem "Trận đấu của Thế kỷ" – 25 tháng 11 năm 1953).
  - Hungary đánh bại Anh với tỷ số 7–1 ở Budapest vào năm sau vẫn là kỷ lục thất bại của riêng tuyển Anh.